# Chenggong
Chenggong är ett stadsdistrikt i Kunming i Yunnan-provinsen i sydvästra Kina.